# Arsène Auguste
Arsène Auguste (ur. 3 lutego 1951; zm. 20 marca 1993) – haitański piłkarz grający na pozycji obrońcy.

## Kariera klubowa
Najlepszy okresem w karierze Auguste była druga połowa lat siedemdziesiątych. Dobra gra w Racingu Port-au-Prince oraz reprezentacji Haiti zaowocowała transferem do amerykańskiego Tampa Bay Rowdies. W Tampa Bay Rowdies przez 5 sezonów Auguste rozegrał 75 spotkań i strzelił 3 bramki, po czym przeszedł do Fort Lauderdale Strikers, w którym rozegrał w latach 1980–1981 40 spotkań.

## Kariera reprezentacyjna
W reprezentacji Haiti Arsène Auguste grał w latach siedemdziesiątych i był jednym z głównych autorów największego jej sukcesu w postaci awansu do Mistrzostw Świata w 1974 w RFN. Wygranie eliminacji oznaczało równocześnie zdobycie Mistrzostwa strefy CONCACAF 1973.
Na Mistrzostwach rozegrał 2 spotkania, w tym z reprezentacją Polski, przegrane przez Haiti 0-7 oraz z reprezentacją Włoch.
Wilner Nazaire uczestniczył również w eliminacjach do Mundialu w Argentynie oraz w eliminacjach do Mundialu 1982 w Hiszpanii, jednakże reprezentacja Haiti przegrała rywalizacje o awans z Meksykiem w 1978 oraz z Hondurasem i Salwadorem w 1982. Zajęcie drugiego miejsca w eliminacjach w 1978 oznaczało równocześnie zdobycie Wicemistrzostwa strefy CONCACAF 1977.